# Record olimpici del ciclismo su pista
Di seguito sono riportati i record olimpici del ciclismo su pista ratificati dal Comitato Olimpico Internazionale e aggiornati all'edizione del 2024.

## Record maschili
| Specialità               | Risultato | Atleta                                                  | Paese       | Luogo                  | Data           | Note        |
| ------------------------ | --------- | ------------------------------------------------------- | ----------- | ---------------------- | -------------- | ----------- |
| 200 metri lanciati       | 9"088     | Harrie Lavreysen                                        | Paesi Bassi | Montigny-le-Bretonneux | 7 ago 2024     |             |
| Inseguimento individuale | 4'14"982  | Lasse Norman Hansen                                     | Danimarca   | Rio de Janeiro         | 14 agosto 2016 | [ 1 ]       |
| Chilometro da fermo      | 1'00"711  | Chris Hoy                                               | Regno Unito | Atene                  | 20 ago 2004    | [ 2 ] [ 3 ] |
| Velocità a squadre       | 40"949    | Jeffrey Hoogland Harrie Lavreysen Roy van den Berg      | Paesi Bassi | Montigny-le-Bretonneux | 6 ago 2024     |             |
| Inseguimento a squadre   | 3'40"730  | Oliver Bleddyn Sam Welsford Conor Leahy Kelland O'Brien | Danimarca   | Montigny-le-Bretonneux | 6 agosto 2024  |             |

## Record femminili
| Specialità                     | Risultato | Atleta                                                  | Paese         | Luogo                  | Data          | Note  |
| ------------------------------ | --------- | ------------------------------------------------------- | ------------- | ---------------------- | ------------- | ----- |
| 200 metri lanciati             | 10"029    | Lea Friedrich                                           | Germania      | Montigny-le-Bretonneux | 9 agosto 2024 |       |
| Inseguimento individuale       | 3'24"537  | Sarah Ulmer                                             | Nuova Zelanda | Atene                  | 22 ago 2004   |       |
| 500m da fermo                  | 33"952    | Anna Meares                                             | Australia     | Atene                  | 20 ago 2004   | [ 4 ] |
| Velocità a squadre (750m)      | 45"186    | Katy Marchant Emma Finucane Sophie Capewell             | Gran Bretagna | Montigny-le-Bretonneux | 5 ago 2024    |       |
| Velocità a squadre (500m)      | 31"804    | Bao Shanju Zhong Tianshi                                | Cina          | Izu                    | 2 ago 2021    |       |
| Inseguimento a squadre (4000m) | 4'04"242  | Franziska Brauße Lisa Brennauer Lisa Klein Mieke Kröger | Germania      | Izu                    | 3 ago 2021    |       |
| Inseguimento a squadre (3000m) | 3'14"051  | Danielle King Joanna Rowsell Laura Trott                | Regno Unito   | Londra                 | 4 ago 2012    | [ 4 ] |